# Io sono Donato Fidato
Io sono Donato Fidato (I Am Weasel) è una serie animata statunitense, ideata da David Feiss.
La serie è incentrata su Donato Fidato, una donnola intelligente, amata e di grande successo; e Matteo Babbeo, un babbuino senza successo e poco intelligente che è invidioso dei successi di Donato. 
Originariamente trasmesso come segmento di Mucca e Pollo dal 1997 al 1999, Io sono Donato Fidato si è separato da quest'ultima serie diventando il suo spin off.
La serie è stata trasmessa per la prima volta negli Stati Uniti su Cartoon Network dal 22 luglio 1997 al 2000, per un totale di 79 episodi ripartiti su cinque stagioni. In Italia la serie è stata trasmessa su Cartoon Network dall'11 ottobre 1998 al 12 maggio 2000.

## Trama
La serie racconta le inusuali avventure di Donato Fidato e Matteo Babbeo. Il primo è una donnola famosa, eroica, eloquente, molto intelligente e di grande talento che cerca sempre di aiutare le persone ed è adorato da tutti, mentre il secondo è un babbuino stupido e goffo, invidioso dei successi di Donato.
A partire dalla seconda stagione, il Grande Rosso, un personaggio principale di Mucca e Pollo, compare nella serie, assumendo gradualmente il ruolo di cattivo nei confronti di Matteo e diventando più amichevole con Donato.

## Episodi
| Stagione         | Episodi | Prima TV USA | Prima TV Italia |
| ---------------- | ------- | ------------ | --------------- |
| Prima stagione   | 13      | 1997         | 1998            |
| Seconda stagione | 13      | 1998         | 1999            |
| Terza stagione   | 13      | 1998         | 1999            |
| Quarta stagione  | 13      | 1999         | 1999            |
| Quinta stagione  | 27      | 1999-2000    | 2000            |

## Personaggi

### Personaggi principali
- Donato Fidato (in originale: I.M. Weasel) (stagioni 1-5), voce originale di Michael Dorn, italiana di Vittorio De Angelis.

Protagonista della serie, è una donnola estremamente intelligente, abilissima in quasi ogni mestiere: dall'elettronica all'ingegneria, dalla medicina alla filosofia. È anche estremamente affascinante e ben disposto nei rapporti sociali. Spesso ha al suo fianco una graziosa ragazza chiamata Loulabelle (un personaggio ricorrente, spesso vestito da infermiera). La sua unica debolezza è rappresentata dalle uova, che succhia avidamente (anche se questo comportamento è una caratteristica delle manguste e non delle donnole). Donato è l'unico personaggio vincente di ogni singolo episodio, normalmente non indossa vestiti, ma spesso indossa particolari accessori propri di quello che di volta in volta deve fare (ad esempio, un cappello da operaio o un camice da dottore).
- Matteo Babbeo (in originale: I.R. Baboon) (stagioni 1-5), voce originale di Charlie Adler, italiana di Vittorio Stagni.

Protagonista secondario della serie (anche se talvolta appare come antagonista), è un babbuino stupido, goffo e pasticcione. Parla sgrammaticato ed è molto geloso del successo di Donato Fidato. Si comporta in maniera opposta al normale, mostrando spesso degli atteggiamenti ossessivi e compulsivi (come nell'episodio dove vuole tappare tutti i buchi del mondo): il più frequente di essi è portarsi il dito in prossimità del naso, annusandoselo con aria assente. Matteo indossa solamente una maglietta con la scritta I.R (leggi in inglese I Are cioè “Io Sei”), e spesso è evidenziato il suo sedere rosso, fonte di frequenti prese in giro. Questo strano babbuino prova a essere migliore di Donato in tutto, e ogni volta che crede di esserci riuscito, si esibisce nel suo classico balletto di vittoria, in cui, con le mani sui fianchi saltella in cerchio esultando. Nonostante ciò, in molti episodi mostra di essere amico di Donato collaborandoci assieme.

### Personaggi ricorrenti
- Il Grande Rosso (in originale: The Red Guy) (stagioni 2-5), voce originale di Charlie Adler, italiana di Francesco Pannofino.
- Mucca e Pollo (stagione 2-5), voci originali di Charlie Adler, italiane di Pinella Dragani e Marco Mete.
- Mamma e Papà (stagioni 2-5), voci originali di Candi Milo e Dee Bradley Baker, italiane di Stefanella Marrama e Sergio Di Stefano.
- Jolly Roger (stagioni 3-5), voce originale di Dee Bradley Baker, italiana di Simone Mori.
- Loulabelle (stagione 2-3), voce originale di Susanne Blakeslee.
- Earl e Flem (stagioni 2-5), voci originali di Dan Castellaneta e Howard Morris, italiane di Gabriele Lopez e Mino Caprio.
- Ammiraglio Bullets (stagione 2), voce originale di Michael Gough.

## Distribuzione

### Trasmissione internazionale
- 22 luglio 1997 negli Stati Uniti su Cartoon Network;[1]
- 11 ottobre 1998 in Italia su Cartoon Network;[3]
- 1998 in Francia su Cartoon Network;

### Edizioni home video
Alcune versioni VHS e DVD statunitensi sono state prodotte per la serie. Sebbene nessun media ufficiale contenente stagioni complete sia stato distribuito negli Stati Uniti al 2023, un VHS di Cartoon Cartoons del 1998 dedicato a Io sono Donato Fidato contiene gli episodi Una banana per amica, Favole svergognate e Sono arrivato da te, mentre un VHS di Cartoon Cartoon Fridays del 1999 include altri episodi insieme ad altre serie. Nel 2004 e nel 2005, Cartoon Network ha pubblicato DVD speciali per le festività di Halloween e Natale, distribuiti da Warner Home Video, contenenti uno o due episodi.
Nel Regno Unito è stato pubblicato un DVD compilation di alcune serie di Cartoon Network contenente un episodio della serie. In Thailandia, i volumi sono stati pubblicati in DVD a partire dal 2009 da MVD Company. In Australia e Nuova Zelanda, nel 2011 è stato distribuito il DVD Collection 1, distribuito da Madman Entertainment. Questa versione include tutti gli episodi dell'ultima stagione della serie (i segmenti prodotti indipendentemente da Mucca e Pollo).